# Caricias (película)
Caricias es una película de 1998, dirigida por Ventura Pons y basada en la obra de teatro Caricias de Sergi Belbel, que a su vez es una adaptación de Reigen (La ronda) de Arthur Schnitzler que habla de temas como las relaciones de pareja o de familia a través de personajes que se enfrentan a sentimientos intensos que no logran materializarse en caricias.

## Argumento
Barcelona sirve de escenario de los once diálogos y discusiones en los que los sucesivos personajes descubren episodios de sus vidas, sus miedos, deseos y frustraciones. Empieza con la violenta pelea de un matrimonio. A continuación la mujer se encuentra con su madre que está empezando a sentir la senilidad y se ponen de acuerdo en que es mejor internarla en una residencia de ancianos. Allí le cuenta su compañera de habitación lesbiana cómo se quedó embarazada siendo joven. Luego la compañera visitará a su hermano que es un sin hogar perturbado que le odia por haberse envuelto con su esposa en el pasado. Tras el encuentro el mendigo es atracado por un joven drogadicto. Posteriormente el chico que vive en la sombra de su hermano fallecido habla con su padre con el que parece tener una extraña relación. Más tarde el padre rompe con su amante en la estación de tren. Ella visitará a su padre con quien no se entiende. Y el padre después tiene un encuentro con su joven amante, tras el cual el joven cenará con su madre. Se cierra el ciclo cuando el vecino, el marido de la primera escena viene a pedirle un poco de aceite y la madre le cura las heridas de la pelea.

## Reparto
Parte del reparto incluye:
- David Selvas : Hombre joven
- Laura Conejero : Mujer joven
- Julieta Serrano : Mujer mayor
- Montserrat Salvador : Mujer vieja
- Agustín González : Hombre viejo
- Naím Thomas : Niño
- Sergi López : Hombre
- Mercè Pons : Chica
- Jordi Dauder : Hombre mayor
- Roger Coma : Chico
- Rosa Maria Sardà : Mujer

## Crítica
- Tiene una belleza estática de cine experimental"
- "11 historias de amor, desamor y simple cariño. Tan irregular como vibrante, tan inaudita como vivificadora

Caricias se rodó en el lenguaje original de Barcelona, el Catalán y se proyectó en salas de cine alternativo en versión original con subtítulos en castellano.
La película es de interés LGTBIQ por mostrar explícitamente una escena homosexual.y estar impregnada en su totalidad por carácter homoerótico.
La crítica a la que hace referencia la escribió Ternci Moix para la revista Fotogramas.